# Operación Patriota
La Operación Patriota o Conquista de Vizcatán, fue una operación militar realizada por las Fuerzas Armadas del Perú y la Policía Nacional del Perú contra el Militarizado Partido Comunista del Perú con el objetivo de capturar a su líder, Víctor Quispe Palomino (Camarada José). La operación tuvo lugar el 11 de agosto del año 2022 logrando conquistar la zona de Vizcatán, un importante centro de operaciones de este grupo armado, aunque no se pudo capturar a Quispe Palomino, quien huyó herido del lugar. Además se logró la incautación de importantes documentos, armamentos y la desarticulación del sistema de comando de la organización. La operación Patriota resultó con un saldo de 10 a 15 militantes muertos y dos bajas de las fuerzas del orden.

## Antecedentes
Luego del fracaso en la toma del poder por parte de Sendero Luminoso, los integrantes sobrevivientes se atrincheraron en el VRAEM y en el Alto Huallaga a partir de 2001, dirigiendo incursiones, atentados y emboscadas a poblados cercanos y a las patrullas militares que continuamente protegen la zona.
El 12 de febrero de 2012, mediante una operación militar se logró capturar al camarada Artemio, de esta forma, el Estado peruano logró expulsar de manera definitiva a los senderistas del Alto Huallaga obligándolos a replegarse al VRAEM. Desde entonces han realizado emboscadas y atentados especialmente durante las campañas presidenciales, en las de 2021, provocaron la masacre del VRAEM asesinando a 16 personas, y algunos terroristas enviaron mensajes invitando a los peruanos a no votar por Keiko Fujimori, entonces candidata presidencial con Pedro Castillo.

## Conquista de Vizcatán

### Terreno y objetivos de la operación
Vizcatán se encuentra en la región Ayacucho (provincia de Huanta, distrito de Ayahuanco, Perú), en el límite con Junín y Huancavelica, en la zona del VRAEM (Valle de los ríos Apurímac, Ene y Mantaro). Es un paraje de selva montañosa, inaccesible, con caminos agrestes e inhóspito.
El operativo tuvo por objetivo capturar a Víctor Quispe Palomino (Camarada José), junto a sus principales cabecillas y exterminar el campamento que los militantes senderistas tenían en Vizcatán y sus alrededores. El plan fue aprobado y diseñado por los altos mandos militares del Perú encabezados por el jefe del Comando Conjunto de las Fuerzas Armadas, Manuel Gómez de la Torre. El presidente Pedro Castillo no tenía conocimiento de dicho plan.[cita requerida]

### Operativo militar
El 11 de agosto de 2022, en un rápido y gran despliegue militar, las Fuerzas Armadas lograron derribar a poderosas cuadrillas de Sendero Luminoso dispersadas por las montañas de Vizcatán. Paralelamente, se bombardearon zonas estratégicas y se tomó el campamento principal del Camarada José, a quien se hirió pero logró escapar junto a varios de sus hombres por túneles subterráneos que habrían construido para escapar ante ataques como este. Tras el ataque inicial los militares empezaron a patrullar toda la zona para encontrar a los senderistas que habían huido, pero tras días de búsqueda, la operación término oficialmente el 17 de agosto, siendo un éxito para el Estado peruano.
En un primer momento, se informo de la muerte de más de 50 militantes armados, pero oficialmente el Estado peruano solo reconoció a 15 subversivos y 2 soldados muertos, y varios heridos de ambos bandos. El armamento utilizado para el operativo consistió en 14 helicópteros, 12 aviones bombarderos, aviones de reconocimiento, drones, 36 patrullas militares y otros elementos.

## Consecuencias

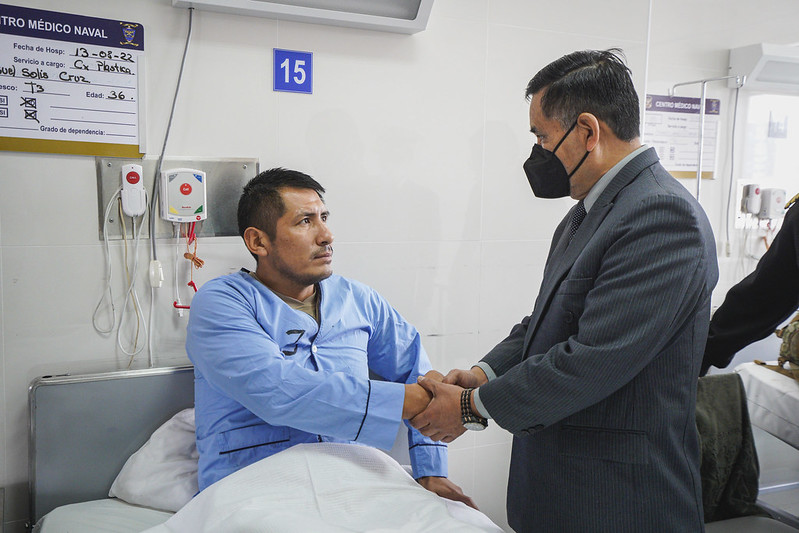
El entonces ministro de Defensa Richard Tineo visitando a soldados heridos en la operación.

Manuel Gómez de la Torre dio a conocer que se logró incautar armamento de guerra como fusiles, submetralladoras, escopetas, cacerinas, documentos, radios y la laptop personal del camarada José, donde se encontraron archivos y varios vídeos, entre ellos se permite apreciar, que la mayoría de miembros del Partido Militarizado Comunista del Perú son niños y jóvenes de 10 a 20 años, que en su mayoría son secuestrados de los alrededores y entrenados bajo las ideas del marxismo-leninismo-maoísmo y de continuar la lucha armada de Sendero Luminoso, comúnmente son llamados "pioneritos".
Gómez también menciona la eventualidad de que el camarada José pueda ser reemplazado, ante la eventualidad que sea dado de baja en el Vraem, por su sobrino, el camarada Gabriel, actual comandante a cargo de un grupo armado e hijo de Jorge Quispe Palomino, camarada ‘Raúl’, quien falleció en enero de 2021.
A través de un audio, Víctor Quispe Palomino mencionó que la Operación Patriota «fue un fracaso», aclarando de que no esta herido y de que las bajas de las fuerzas armadas fueron en total 13 y no solo 2 como el Estado reconoció oficialmente.

### Un supuesto golpe de Estado
El 11 de agosto, empezó a circular por redes sociales mensajes de que en la laptop del camarada José incautada en la operación, se obtuvo información que vinculaba al campamento subversivo de Vizcatán con el presidente Pedro Castillo, por ello oficiales de rango medio (capitanes, mayores y comandantes) venían planeando un golpe de Estado para "salvar al país".
Paralelamente se informo de que Pedro Castillo estaba preparando un "golpe final" para iniciar una dictadura, al disolver el congreso y militarizar el país. Esto se concretó el 7 de diciembre con el Intento de autogolpe de Estado de Perú de 2022.